# Thalassarche
Thalassarche – rodzaj ptaków z rodziny albatrosów (Diomedeidae).

## Zasięg występowania
Rodzaj obejmuje gatunki występujące na wszystkich oceanach świata.

## Morfologia
Długość ciała 71–100 cm, rozpiętość skrzydeł 180–260 cm; masa ciała 1780–5300 g; samice są mniejsze i lżejsze od samców. 

## Systematyka

### Etymologia
- Thalassarche: gr. θαλασσα thalassa, θαλασσης thalassēs „morze”; αρχη arkhē „moc, dowództwo”, od αρχω arkhō „rządzić”[8].
- Thalassogeron: gr. θαλασσα thalassa, θαλασσης thalassēs „morze”; γερων gerōn, γεροντος gerontos „starzec” (tj. siwowłosy)[9]. Gatunek typowy: Diomedea culminata Gould,  (= Diomedea chrysostoma J.R. Forster, 1785).
- Nealbatrus: gr. νεος neos „nowy”; rodzaj Albatrus Brisson, 1760[10]. Gatunek typowy: Diomedea chlororhynchos J.F. Gmelin, 1789.
- Diomedella: rodzaj Diomedea Linnaeus, 1758; łac. przyrostek zdrabniający -ella[11]. Gatunek typowy: Diomedea cauta Gould, 1841.

### Podział systematyczny
Do rodzaju należą następujące gatunki:
- Thalassarche chlororhynchos (J.F. Gmelin, 1789) – albatros żółtodzioby
- Thalassarche carteri (Rothschild, 1903) – albatros białoszyi
- Thalassarche chrysostoma (J.F. Forster, 1785) – albatros szarogłowy
- Thalassarche melanophris (Temminck, 1828) – albatros czarnobrewy
- Thalassarche bulleri (Rothschild, 1893) – albatros białoczelny
- Thalassarche cauta (Gould, 1841) – albatros szarodzioby
- Thalassarche eremita Murphy, 1930 – albatros siwogłowy
- Thalassarche salvini (Rothschild, 1893) – albatros szarogrzbiety